# Taglio (archeologia)

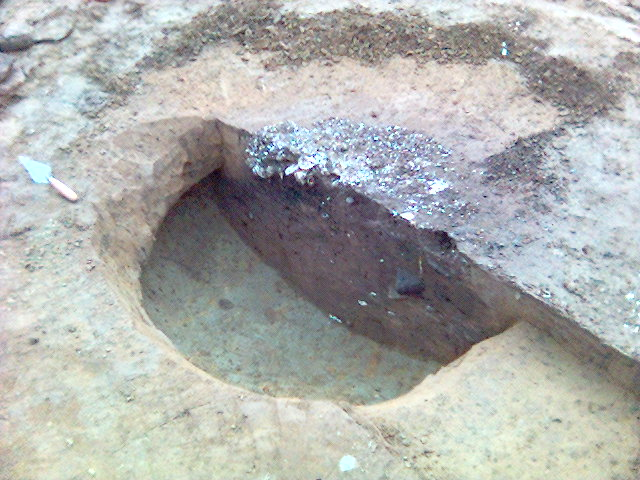
Fig. 1 - Fossa sassone sezionata a metà

In Archeologia e stratificazione archeologica, un taglio (in inglese cut) o troncamento (in inglese truncation) è un contesto che rappresenta un momento nel tempo in cui altri depositi archeologici furono rimossi per la creazione di alcune caratteristiche (feature), quali un fossato o una fossa.  
In termini semplici, un taglio può essere visto come uno scavo effettuato in passato, sebbene il termine taglio possa applicarsi anche ad altre parti del deposito archeologico, come ad esempio troncamenti orizzontali quali i terreni terrazzati.  
Un contesto di taglio è talvolta definito "contesto negativo" in contrapposizione al "contesto positivo". Il termine indica che un taglio ha rimosso del materiale del deposito archeologico o del materiale naturale al momento della sua creazione, in opposizione  a un contesto positivo, in cui si aggiunge materiale a un deposito archeologico. Un taglio ha spessore nullo e nessuna proprietà di materiale ed è definito dai limiti di altri contesti. I tagli si individuano nel contesto in virtù della differenza tra il materiale in cui il taglio è stato realizzato e il materiale di riempimento che lo ha chiuso.
Questa differenza è visibile dagli archeologi in campo come un "bordo". Si può vedere questo nella immagine di Fig. 1, in cui da una fossa sassone sezionata si è rimossa metà del suo riempimento, mettendo chiaramente in luce la differenza tra il terreno in cui la fossa fu scavata ed il materiale che in origine la colmò.
Spesso queste differenze non sono così evidenti e gli archeologi devono basarsi sulla loro esperienza e sul loro intuito per individuare i tagli.

## Tagli successivi (Re-cuts)

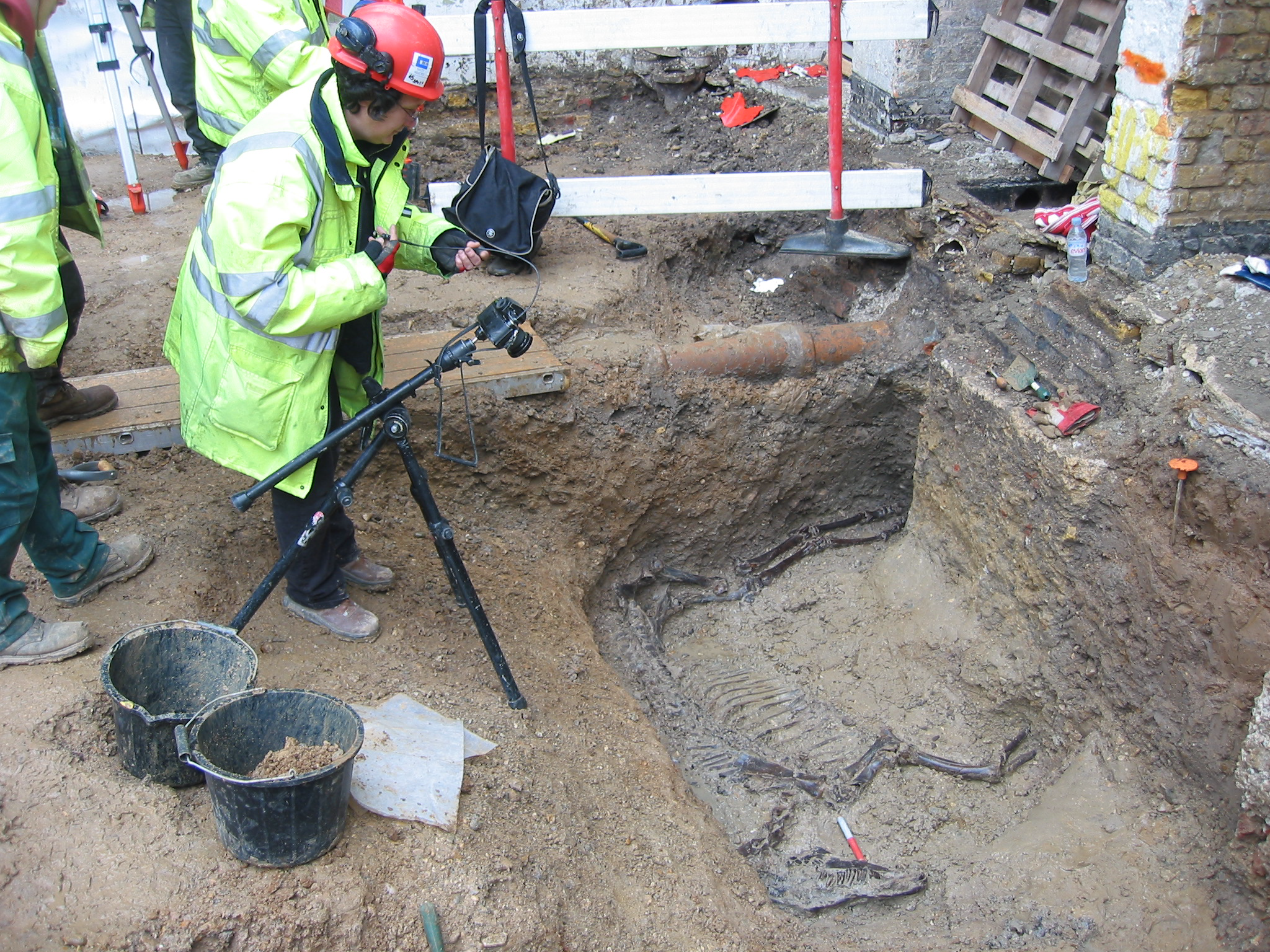
Il fotografo riprende una sepoltura di cavallo in un nuovo taglio di un fossato romano

I tagli successivi (in inglese Re-cuts) sono tagli effettuati all'interno o in prossimità dei confini di tagli precedenti, spesso per ripristinare la funzione del taglio originario o recuperare del materiale dal riempimento originario. I nuovi tagli sono ritenuti una fonte di informazione di valore poiché possono dare indicazioni sulla funzione e l'utilizzo nel tempo. Un esempio di taglio successivo potrebbe essere un fossato a lato di una strada che fosse nuovamente scavato e svuotato di limo e detriti a fini di manutenzione.
D'altro canto, un fossato stradale che non sia mai stato ulteriormente tagliato fornirebbe indicazioni sull'attitudine che si aveva nei confronti degli investimenti nell'infrastruttura stradale.
I tagli successivi sono per loro natura difficili da riconoscere, a causa il nuovo taglio può troncare il taglio originale in parte e trovarsi completamente all'interno del riempimento originale in altre parti. Possono essere addirittura completamente assenti dalle registrazioni. Il taglio è la ragione per cui non tutte le attività passate di un sito lasciano tracce della loro occorrenza nella sequenza.

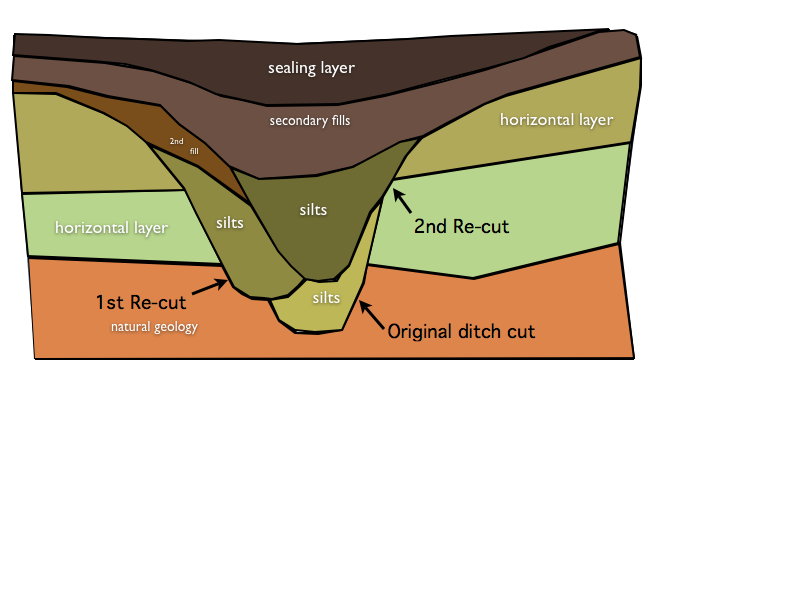
Fig. 2 - Schema di come tagli successivi possano obliterare i precedenti

### Tagli successivi ipotetici di un fossato visti nella sezione
La Fig. 2 mostra come un fossato sottoposto ad almeno due tagli successivi possa apparire quando osservato in sezione. È possibile che si verificarono altri numerosi tagli e che siano poi stati eliminati dalla sequenza archeologica da uno o più dei tagli successivi sopravvissuti.